# Carl Friedrich Christian Fasch

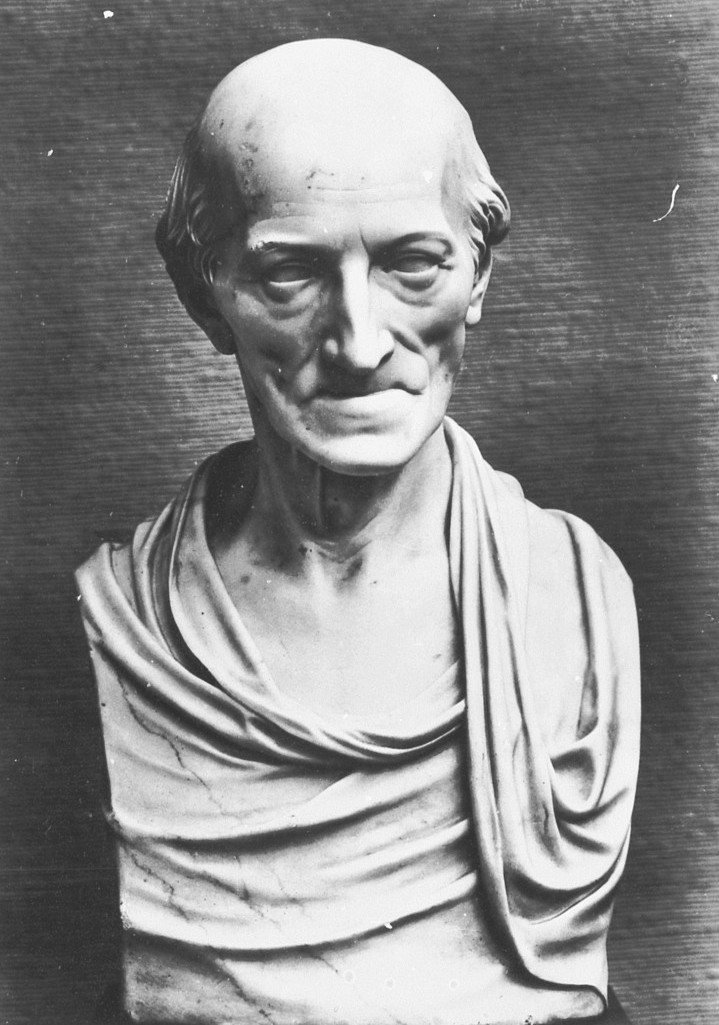
Carl Friedrich Christian Fasch, marmorbyst efter Faschs dödsmask av Johann Gottfried Schadow.

Carl Friedrich Christian Fasch, född 18 november 1736 i Zerbst, död 3 augusti 1800 i Berlin, var en tysk tonsättare. Han var son till tonsättaren Johann Friedrich Fasch.
Fasch instiftade 1792 Berliner Singakademie, som han ledde från dess grundande fram till sin död. År 1756 anställdes han tillsammans med Carl Philipp Emanuel Bach hos Fredrik den store i Berlin. Åren 1774-1776 var han kapellmästare vid kungliga operan.